# Bony de Serena
El Bony de Serena és una muntanya de 1.798 metres que es troba al municipi de les Valls de Valira, a la comarca de l'Alt Urgell.